# Guégon
Guégon [gegɔ̃] est une commune française située dans le département du Morbihan, en région Bretagne.

## Géographie
| Pleugriffet | Forges de Lanouée | Josselin      |
| Lantillac   | Guégon            | Guillac       |
| Buléon      | Guéhenno, Cruguel | Saint-Servant |

### Hydrographie
Pour un article plus général, voir Réseau hydrographique du Morbihan.
La commune est située dans le bassin Loire-Bretagne. Elle est drainée par le canal de Nantes à Brest, l'Oust, le Sedon, le Sédon, le ruisseau de la Chênaie, le Vieux Moulin, le Ville Oger et divers autres petits cours d'eau,.
Le canal de Nantes à Brest est un canal, chenal et un estuaire et un cours d'eau naturel navigable sur une grande partie de son cours, d'une longueur de 364 km, prend sa source dans la commune de Nort-sur-Erdre et se jette  dans la Loire à Nantes. 
L'Oust, d'une longueur de 145 km, prend sa source dans la commune de La Harmoye et se jette  dans la Vilaine à Rieux, après avoir traversé 46 communes. 
Le Sédon, d'une longueur de 17 km, prend sa source dans la commune de Plumelec et se jette  dans le canal de Nantes à Brest à Saint-Servant, après avoir traversé six communes. 

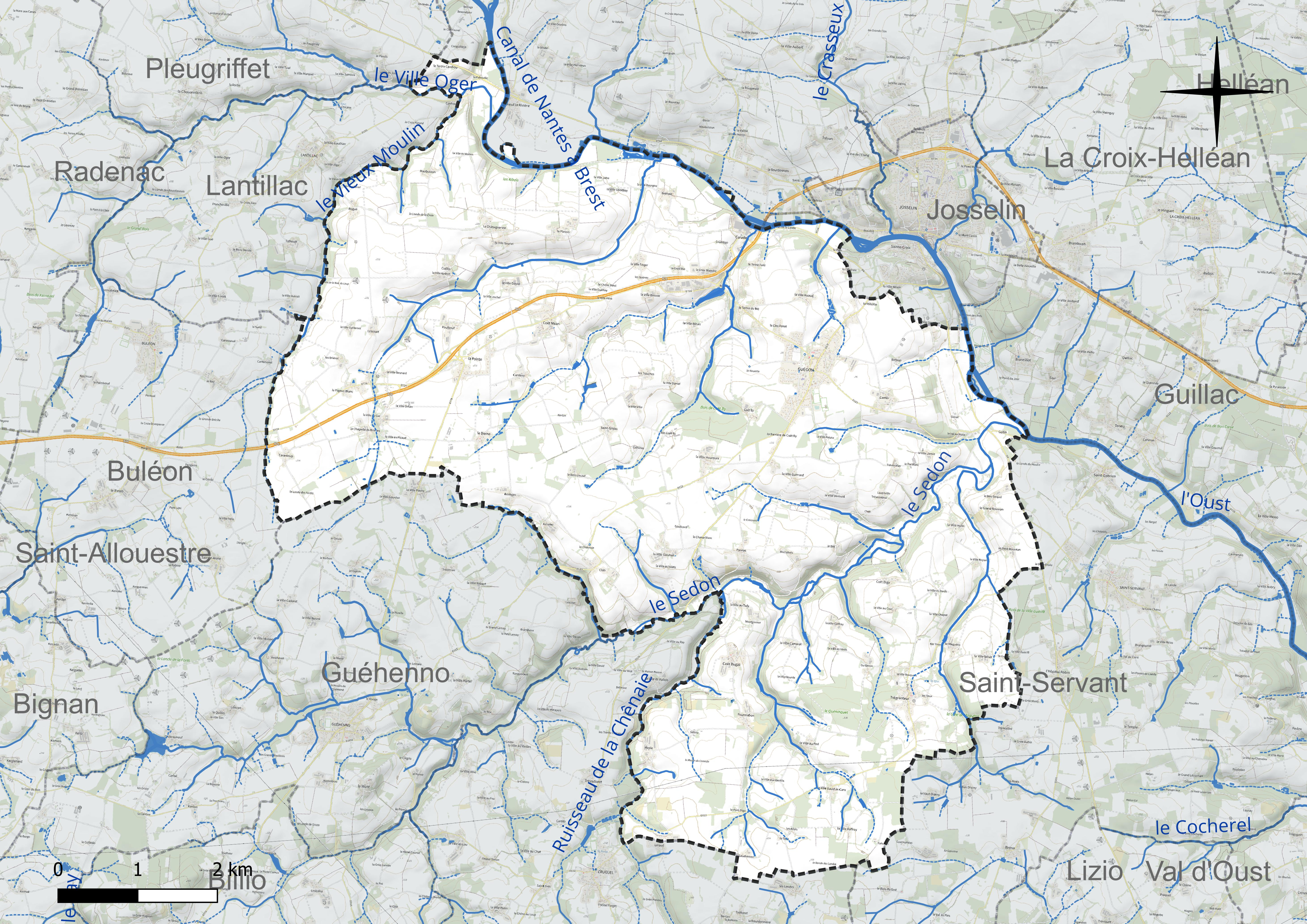
Réseau hydrographique de Guégon.

### Climat
Pour des articles plus généraux, voir Climat de la Bretagne et Climat du Morbihan.
En 2010, le climat de la commune est de type climat océanique franc, selon une étude du CNRS s'appuyant sur une série de données couvrant la période 1971-2000. En 2020, Météo-France publie une typologie des climats de la France métropolitaine dans laquelle la commune est exposée à un climat océanique et est dans la région climatique  Bretagne orientale et méridionale, Pays nantais, Vendée, caractérisée par une faible pluviométrie en été et une bonne insolation. Parallèlement l'observatoire de l'environnement en Bretagne publie en 2020 un zonage climatique de la région Bretagne, s'appuyant sur des données de Météo-France de 2009. La commune est, selon ce zonage, dans la zone « Intérieur Est », avec des hivers frais, des étés chauds et des pluies modérées.  
Pour la période 1971-2000, la température annuelle moyenne est de 11,4 °C, avec une amplitude thermique annuelle de 12,4 °C. Le cumul annuel moyen de précipitations est de 888 mm, avec 13,3 jours de précipitations en janvier et 6,4 jours en juillet. Pour la période 1991-2020, la température moyenne annuelle observée sur la station météorologique la plus proche, située sur la commune de Ploërmel à 13 km à vol d'oiseau, est de 12,0 °C et le cumul annuel moyen de précipitations est de 767,2 mm,. Pour l'avenir, les paramètres climatiques de la commune estimés pour 2050 selon différents scénarios d'émission de gaz à effet de serre sont consultables sur un site dédié publié par Météo-France en novembre 2022.

## Urbanisme

### Typologie
Au 1er janvier 2024, Guégon est catégorisée commune rurale à habitat dispersé, selon la nouvelle grille communale de densité à sept niveaux définie par l'Insee en 2022.
Elle est située hors unité urbaine. Par ailleurs la commune fait partie de l'aire d'attraction de Josselin, dont elle est une commune de la couronne,. Cette aire, qui regroupe 4 communes, est catégorisée dans les aires de moins de 50 000 habitants,.

### Occupation des sols
L'occupation des sols de la commune, telle qu'elle ressort de la base de données européenne d’occupation biophysique des sols Corine Land Cover (CLC), est marquée par l'importance des territoires agricoles (87,3 % en 2018), une proportion sensiblement équivalente à celle de 1990 (87,6 %). La répartition détaillée en 2018 est la suivante : 
terres arables (55,9 %), prairies (16,7 %), zones agricoles hétérogènes (14,8 %), forêts (8,4 %), zones urbanisées (3 %), zones industrielles ou commerciales et réseaux de communication (1,3 %). L'évolution de l’occupation des sols de la commune et de ses infrastructures peut être observée sur les différentes représentations cartographiques du territoire : la carte de Cassini (XVIIIe siècle), la carte d'état-major (1820-1866) et les cartes ou photos aériennes de l'IGN pour la période actuelle (1950 à aujourd'hui).

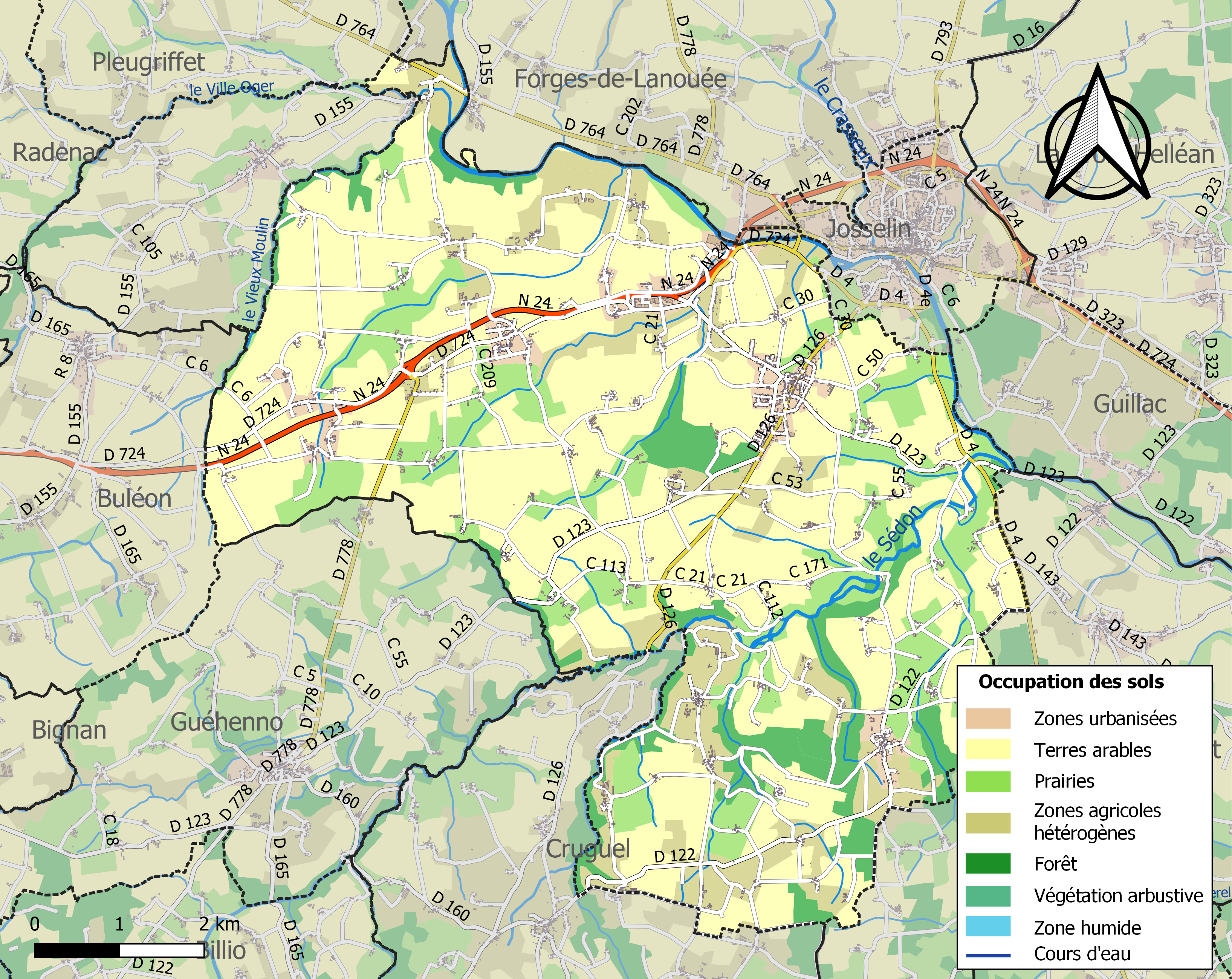
Carte des infrastructures et de l'occupation des sols de la commune en 2018 (CLC).

## Toponymie
Le nom de la localité est mentionné sous les formes Wecon en 913,,Guescon en 1253, Gwezgon en 1283, Guezgon en 1284, Gezgon en 1330, Guegon en 1387, Guegou et Guegon en 1453, Gueugon en 1654.
Le nom de la localité en gallo, la langue régionale locale, est Djégon.
La forme bretonne actuelle proposée par l'Office public de la langue bretonne est Gwegon.

## Histoire

### Révolution française
Une émeute chouanne à laquelle participèrent des Guégonnais, suivie d'une bataille rangée entre bleus de Josselin et chouans de Guégon, se déroula en 1792 à mi-chemin entre Guégon et Josselin.
Une bande de chouans, n'hésitant pas à se comporter aussi comme des bandits, est connue sous le nom de « bande de Permabon », du nom d'un hameau de la trève de Coat Bugeat, située entre Guégon et Cruguel ; 12 membres de cette bande ont été identifiés, dont trois au moins habitaient Guégon : Yves Robert, Esprit Ollivier et Pierre Guihur.

### LeXIXesiècle
En 1854 la commune de Guégon, ainsi que de nombreuses communes des alentours, est ravagée par une épidémie de dysenterie.
Une épidémie de variole fit 220 malades (dont 36 décès) en 1866 et 18 malades (dont 7 décès) en 1867 à Guégon.

### LeXXesiècle

#### La Belle Époque

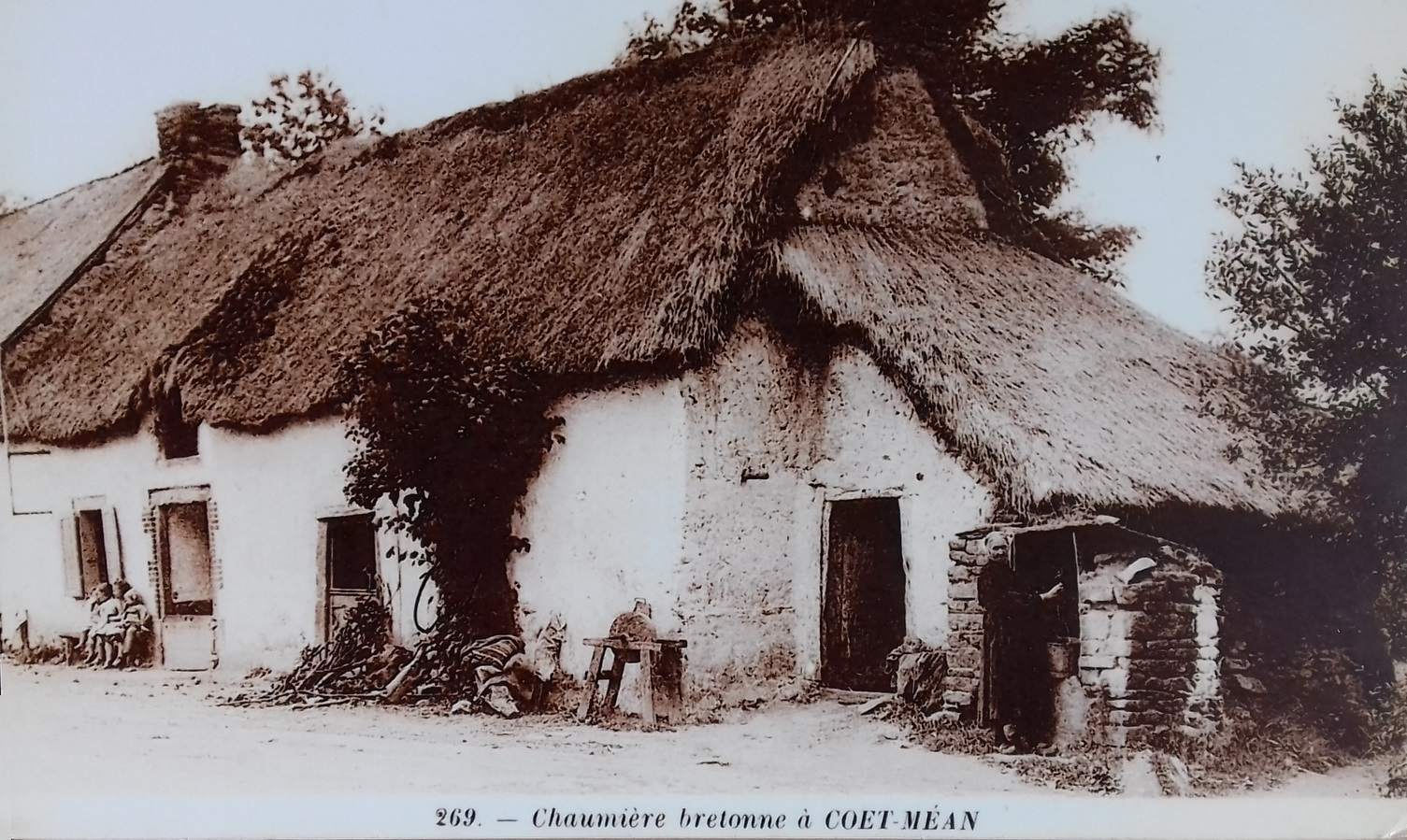
Guégon : la chaumière de Coat Méan au début du XXe siècle (carte postale).

Le 8 septembre 1911 un incendie détruisit une bonne partie du village des Bréhalais en Guégon : « Le feu, qui a pris naissance dans une écurie appartenant à M. Bihouée, s'est rapidement propagé aux maisons avoisinantes, en sorte que, dans vingt minutes, treize maisons étaient en flammes. (...) Quelques hangars couverts en paille et des meules de paille et de foin ont été également la proie des flammes ».

## Blasonnement
|  | Les armoiries de Guégon se blasonnent ainsi : Écartelé : au un de gueules à trois clochers d’or mouvant de la partition, au deux d’argent à deux fasces ondées d’azur, au trois de sinople à la barre chargée de trois mouchetures d’hermine de sable, au quatre de gueules à une poignée de trois épis d’or. Conc. B. Frelaut. |

## Politique et administration
| Période                                  | Période      | Identité               | Étiquette    | Qualité |
| ---------------------------------------- | ------------ | ---------------------- | ------------ | --- |
| 1793                                     | 1793         | François Le Blanc      |              | |
| 1793                                     | 1793         | Trévalinet             |              | |
| 1793                                     | 1797         | Pierre Geffray         |              | |
| 1797                                     | 1800         | Pierre Gicquel         |              | |
| 1800                                     | 1802         | Thomassin              |              | |
| 1802                                     | 1802         | Julien Le Blays        |              | |
| 1802                                     | 1830         | François Merlet        |              | |
| 1830                                     | 1833         | François Guillo        |              | |
| 1833                                     | 1835         | Abel Le Floc           |              | |
| 1835                                     | 1844         | Mathurin Julien Michel |              | |
| 1844                                     | 1852         | Jacques Malaboeuf      |              | |
| 1852                                     | 1862         | Pierre Marie Malaboeuf |              | |
| 1862                                     | 1874         | Joseph Marie Le Floc   |              | |
| 1874                                     | 1876         | François Olivier       |              | |
| 1876                                     |              | Pierre Marie Glais     |              | |
| 15 mars 1959                             | 19 mars 1983 | Yves du Halgouët       | CNIP puis RI | Agriculteur, châtelain de Trégranteur Conseiller général du Canton de Josselin (1945-1982) Député de la 4e circonscription du Morbihan (1945-1973) |
| mars 1983                                | mars 2014    | Joseph Samson          | DVD          | Clerc de notaire Conseiller général (1998-2015) |
| mars 2014                                | mai 2015     | Jean-Marc Dubot        | SE           | Agriculteur |
| juin 2015                                | août 2015    | Claude Pelé            | -            | Président de la délégation spéciale |
| 23 août 2015                             | 26 mai 2020  | Jean-Marc Dubot        | SE           | Agriculteur |
| 26 mai 2020                              | En cours     | Marie-Noëlle Amiot     | DVD          | |
| Les données manquantes sont à compléter. |              |                        |              | |

À la suite d'une décision du tribunal administratif de Rennes du 22 mai 2014, la composition du conseil municipal a été revue, certains bulletins ayant été comptés comme nuls à tort.

## Démographie
L'évolution du nombre d'habitants est connue à travers les recensements de la population effectués dans la commune depuis 1793. Pour les communes de moins de 10 000 habitants, une enquête de recensement portant sur toute la population est réalisée tous les cinq ans, les populations de référence des années intermédiaires étant quant à elles estimées par interpolation ou extrapolation. Pour la commune, le premier recensement exhaustif entrant dans le cadre du nouveau dispositif a été réalisé en 2008.

En 2022, la commune comptait 2 308 habitants, en évolution de +0,74 % par rapport à 2016 (Morbihan : +3,82 %, France hors Mayotte : +2,11 %).
| 1793  | 1800  | 1806  | 1821  | 1831  | 1836  | 1841  | 1846  | 1851  |
| ----- | ----- | ----- | ----- | ----- | ----- | ----- | ----- | ----- |
| 2 409 | 2 513 | 2 737 | 2 602 | 2 822 | 2 883 | 2 840 | 3 021 | 2 984 |

| 1856  | 1861  | 1866  | 1872  | 1876  | 1881  | 1886  | 1891  | 1896  |
| ----- | ----- | ----- | ----- | ----- | ----- | ----- | ----- | ----- |
| 2 940 | 3 024 | 3 092 | 3 038 | 2 972 | 2 977 | 3 057 | 3 103 | 3 125 |

| 1901  | 1906  | 1911  | 1921  | 1926  | 1931  | 1936  | 1946  | 1954  |
| ----- | ----- | ----- | ----- | ----- | ----- | ----- | ----- | ----- |
| 3 120 | 3 144 | 3 165 | 2 775 | 2 842 | 2 780 | 2 737 | 2 549 | 2 519 |

| 1962  | 1968  | 1975  | 1982  | 1990  | 1999  | 2006  | 2008  | 2013  |
| ----- | ----- | ----- | ----- | ----- | ----- | ----- | ----- | ----- |
| 2 456 | 2 298 | 2 276 | 2 334 | 2 334 | 2 395 | 2 396 | 2 395 | 2 318 |

| 2018  | 2022  | - | - | - | - | - | - | - |
| ----- | ----- | - | - | - | - | - | - | - |
| 2 282 | 2 308 | - | - | - | - | - | - | - |

## Langue gallaise ou britto-roman
Le gallo est la langue parlée traditionnellement sur cette commune située dans la partie orientale de la Bretagne.

## Langue bretonne
À la rentrée 2017, 52 élèves étaient scolarisés dans la filière bilingue catholique.

## Lieux et monuments

### Édifices religieux
- Église Saint-Pierre-et-Saint-Paul, du XIIe siècle, et située sur le parvis devant l'église la Lanterne des morts. Ce petit édifice, très « rare » n'a pas été remonté correctement lors du transfert du cimetière situé maintenant près du lavoir ;

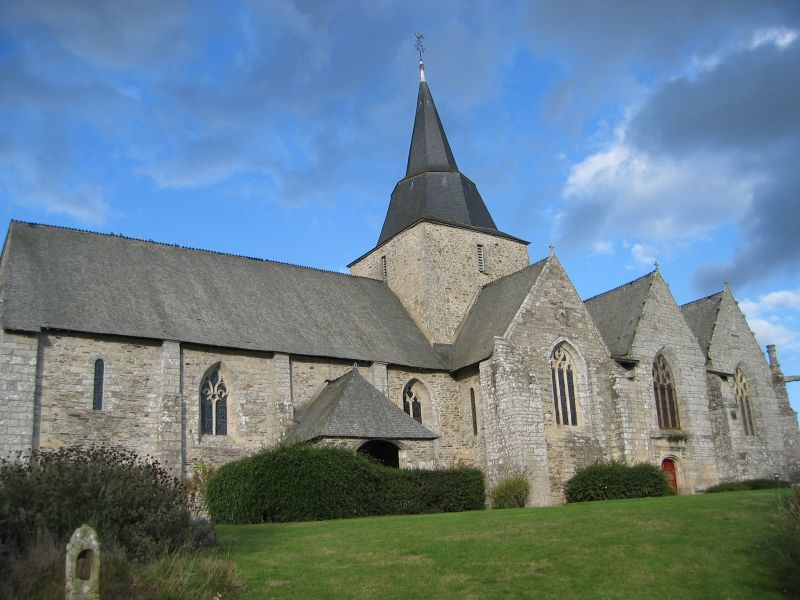
Église Saint-Pierre-et-Saint-Paul.
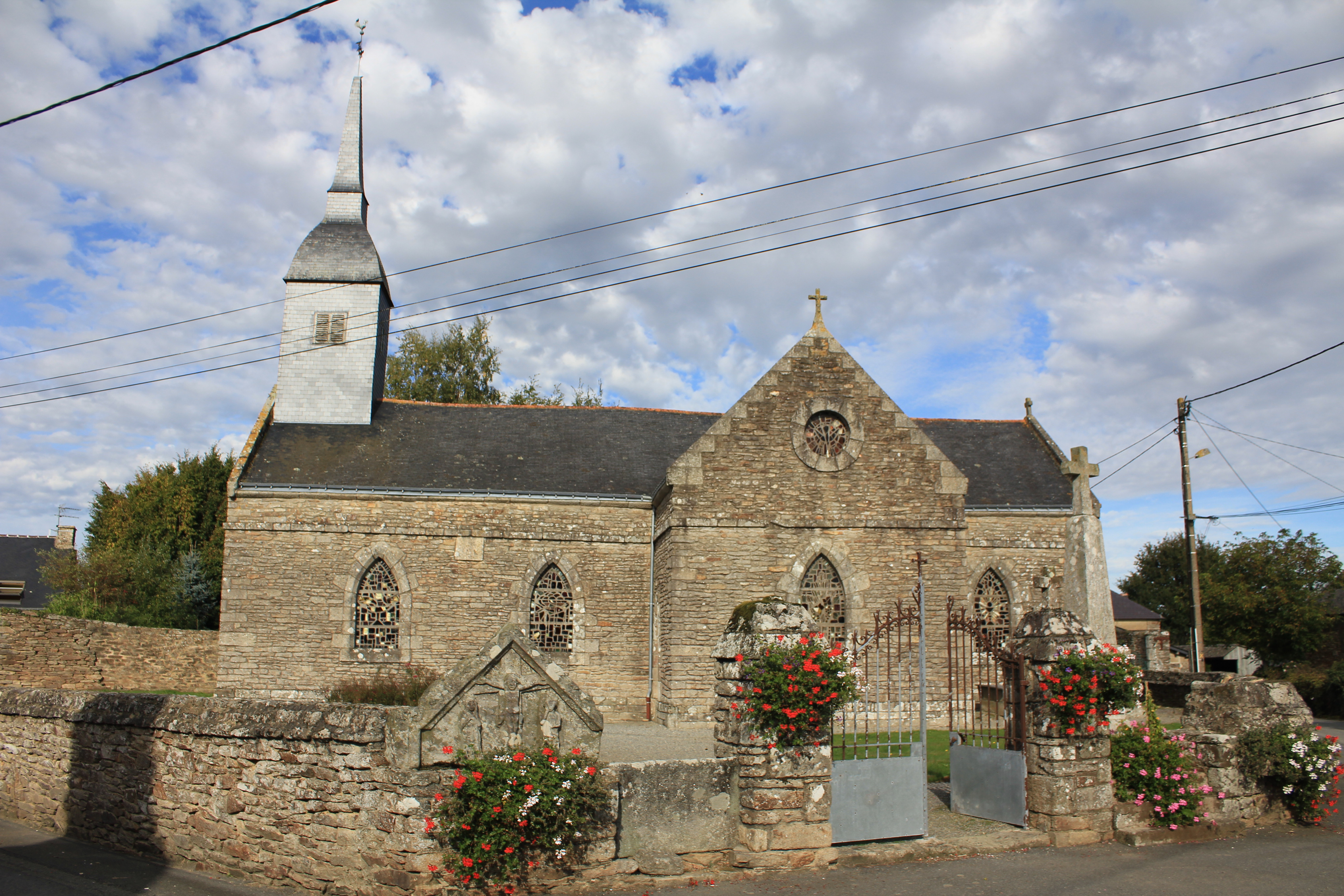
Église Notre-Dame de Coët-Bugat.
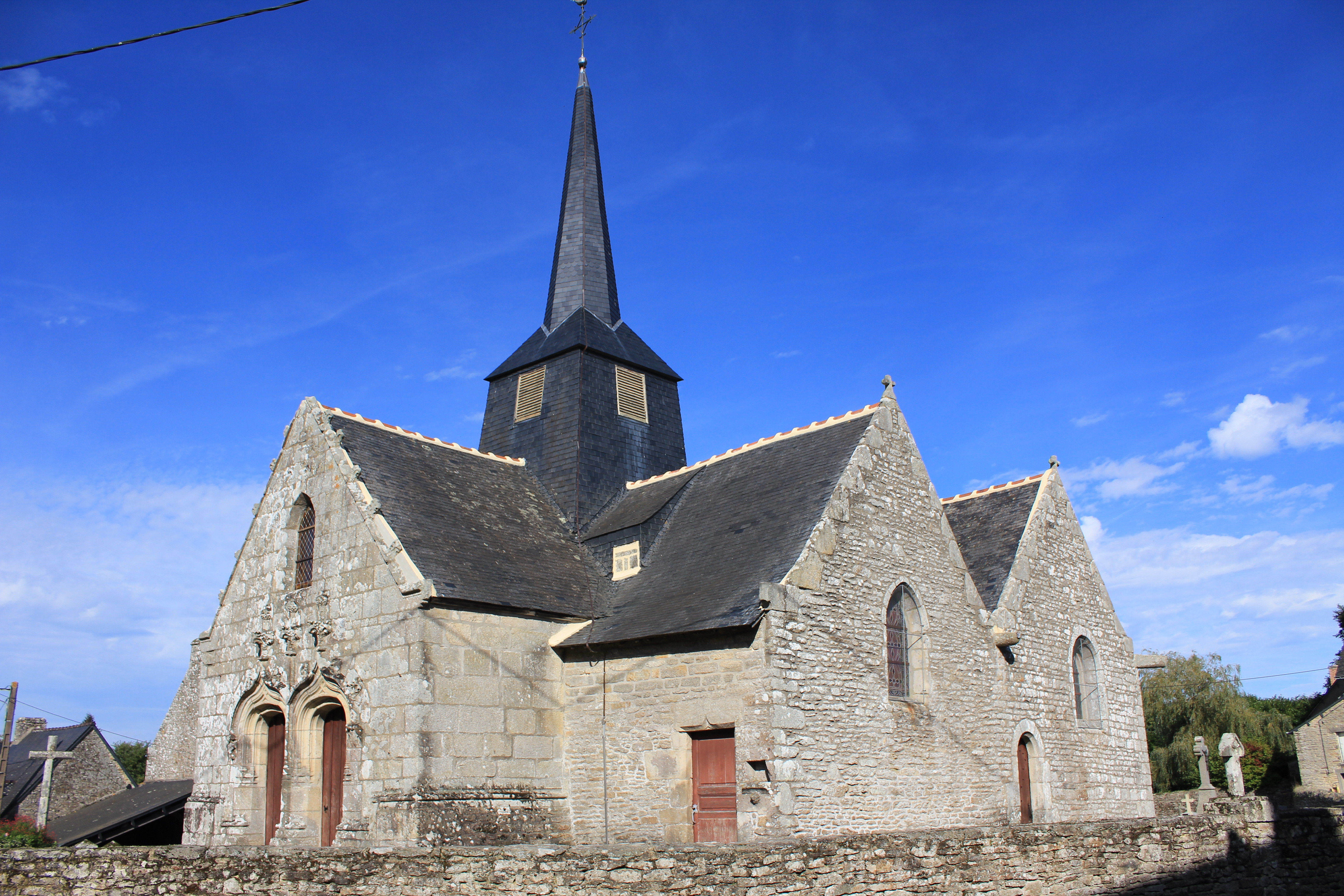
Chapelle de Trégranteur.
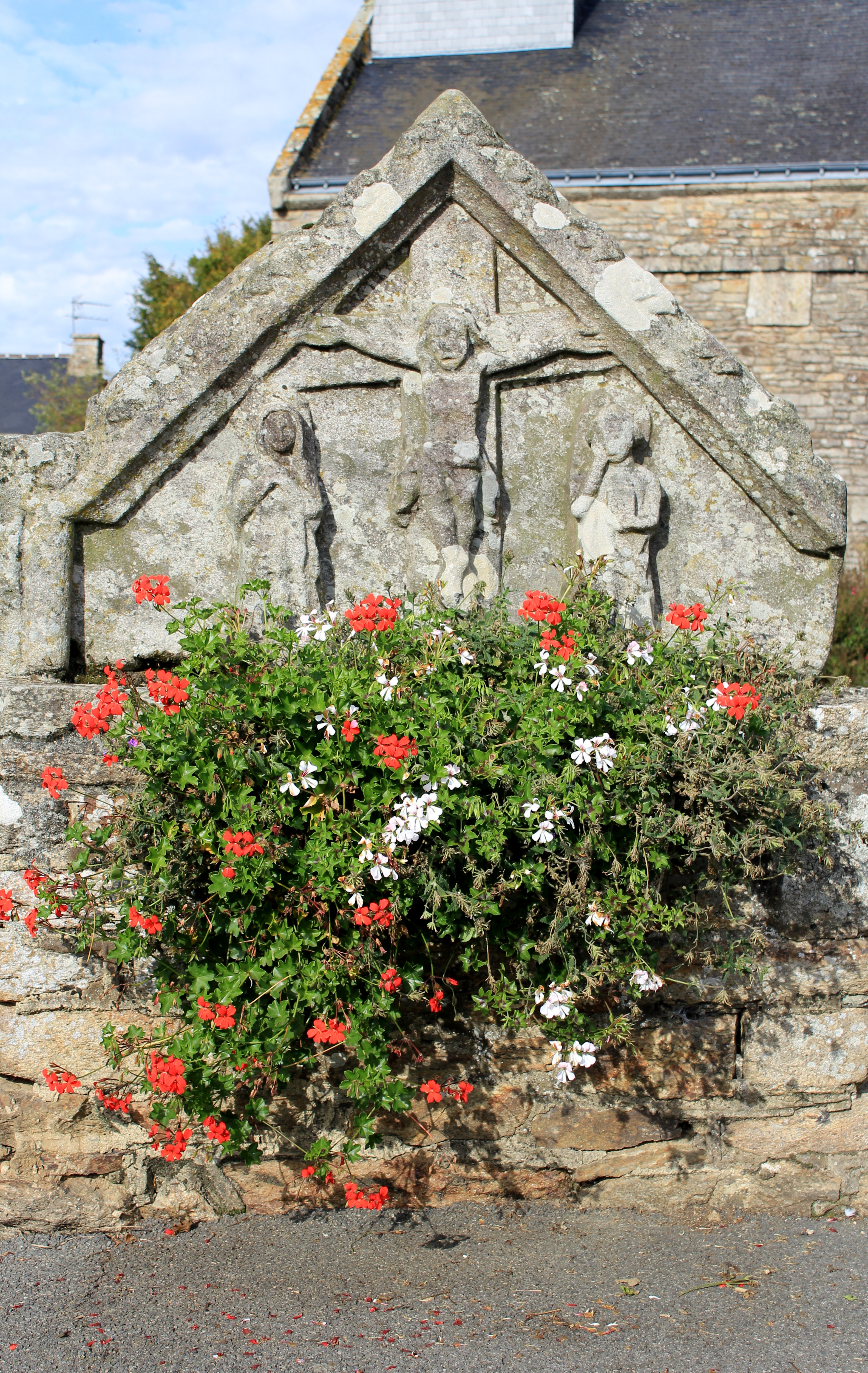
Calvaire et tympan de Coët-Bugat.
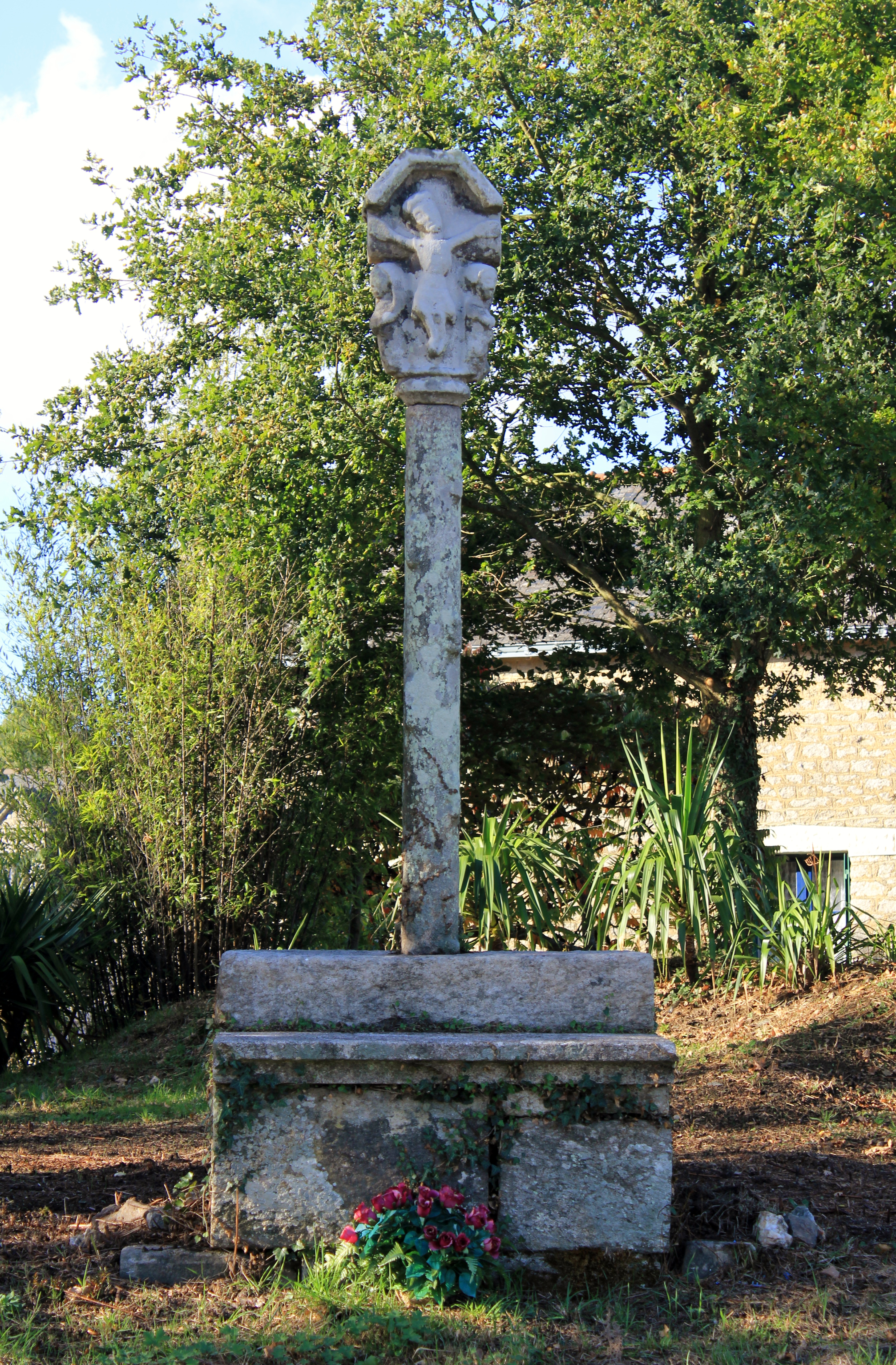
Croix de Camfroux.
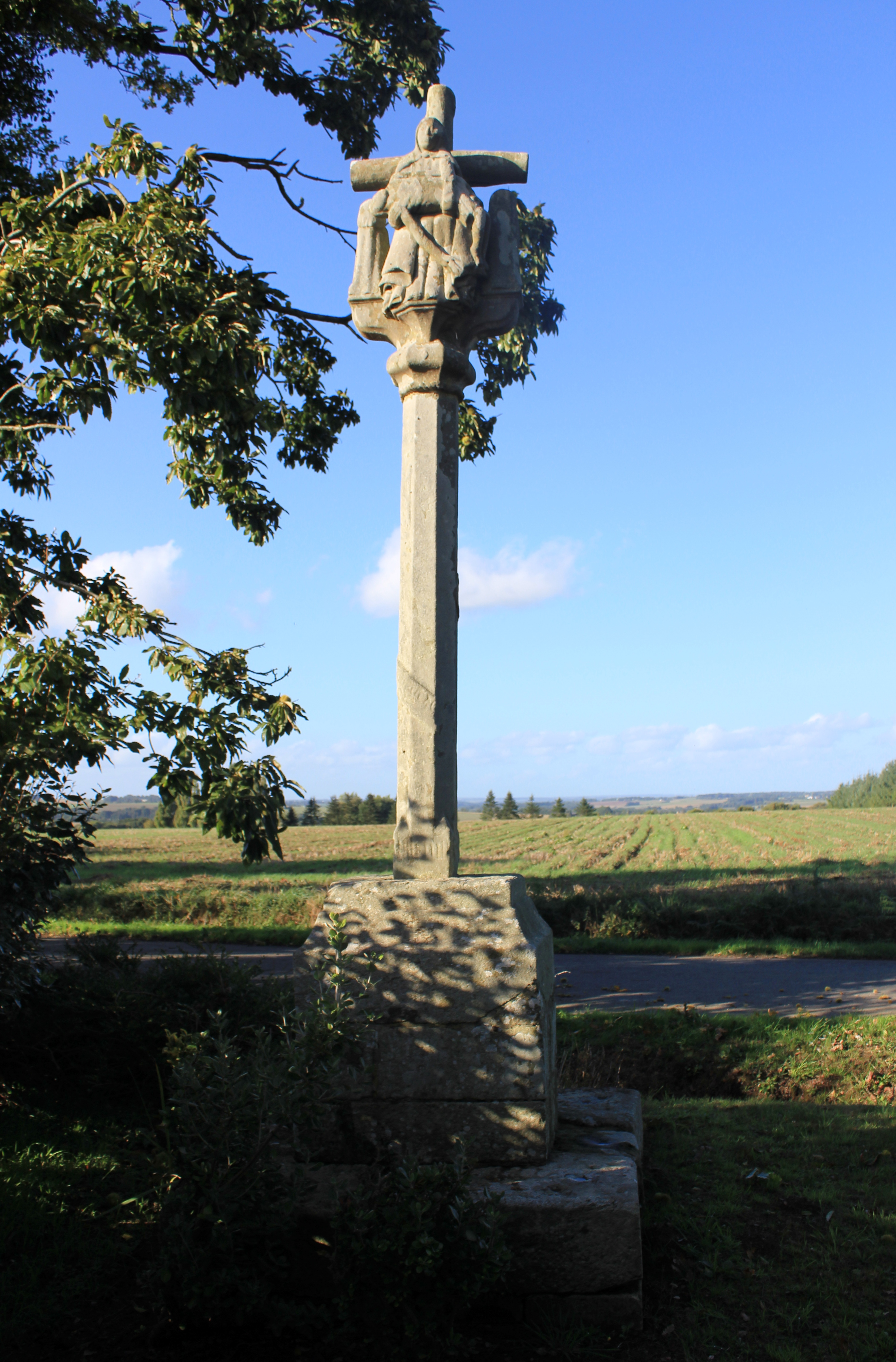
Croix Forhan.

- Chapelle de Trégranteur du XVIe siècle ;
- Église Notre-Dame de Coët-Bugat date du  XVIIe siècle, elle est inscrite à l'inventaire général du patrimoine culturel[40]. Style ogival du XIIIe siècle ;
- Le calvaire et le tympan de Coët-Bugat ;
- Croix de Camfroux ;
- Croix Forhan.

### Édifices civils
- Château de Trégranteur construit par la maison Halgouët en 1750 ;
- Château de La Ville-aux-Houx et son fantôme (une tête) ;
- Manoir de Coët By, inscrit à l'inventaire général du patrimoine culturel[41] ;
- Manoir de Montgrenier date des XVIe et XVIIe siècles, il est inscrit à l'inventaire général du patrimoine culturel[42] ;
- Manoir de Trévelaneuc (date des XVe et XVIIe siècles[43], il est inscrit à l'inventaire général du patrimoine culturel[44] ;
- Manoir de la Ville Pelote  date des XVe et XVIIIe siècles, il est inscrit à l'inventaire général du patrimoine culturel[45] ;
- Manoir de la Ville Beuve ( date du XVIIe siècle), il est inscrit à l'inventaire général du patrimoine culturel[46] ;
- Manoir de la Ville ès Vents date des XVIe et XVIIe siècles, il est inscrit à l'inventaire général du patrimoine culturel[47] ;
- Colonne de justice de Trégranteur.

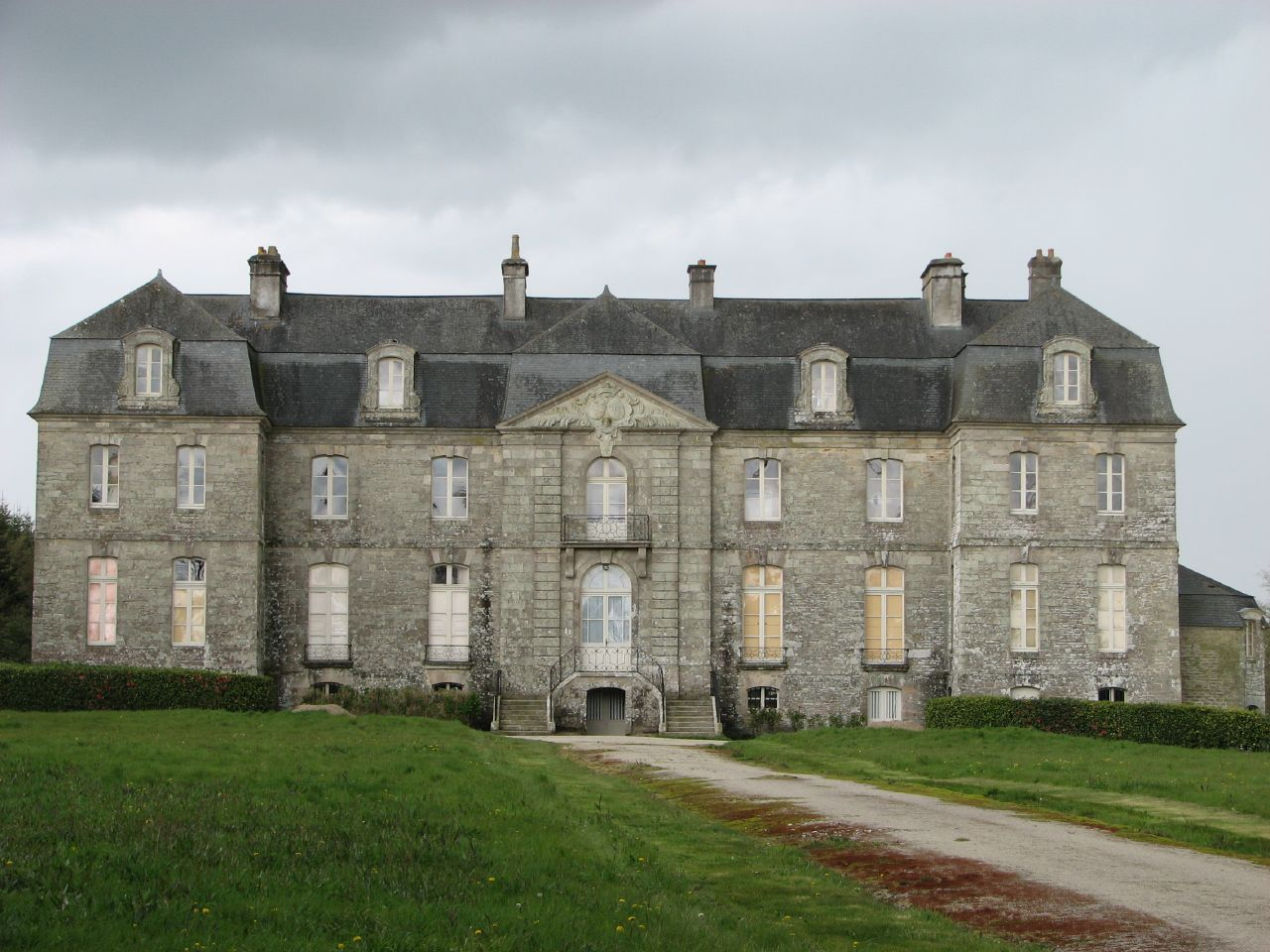
Château de Trégranteur.
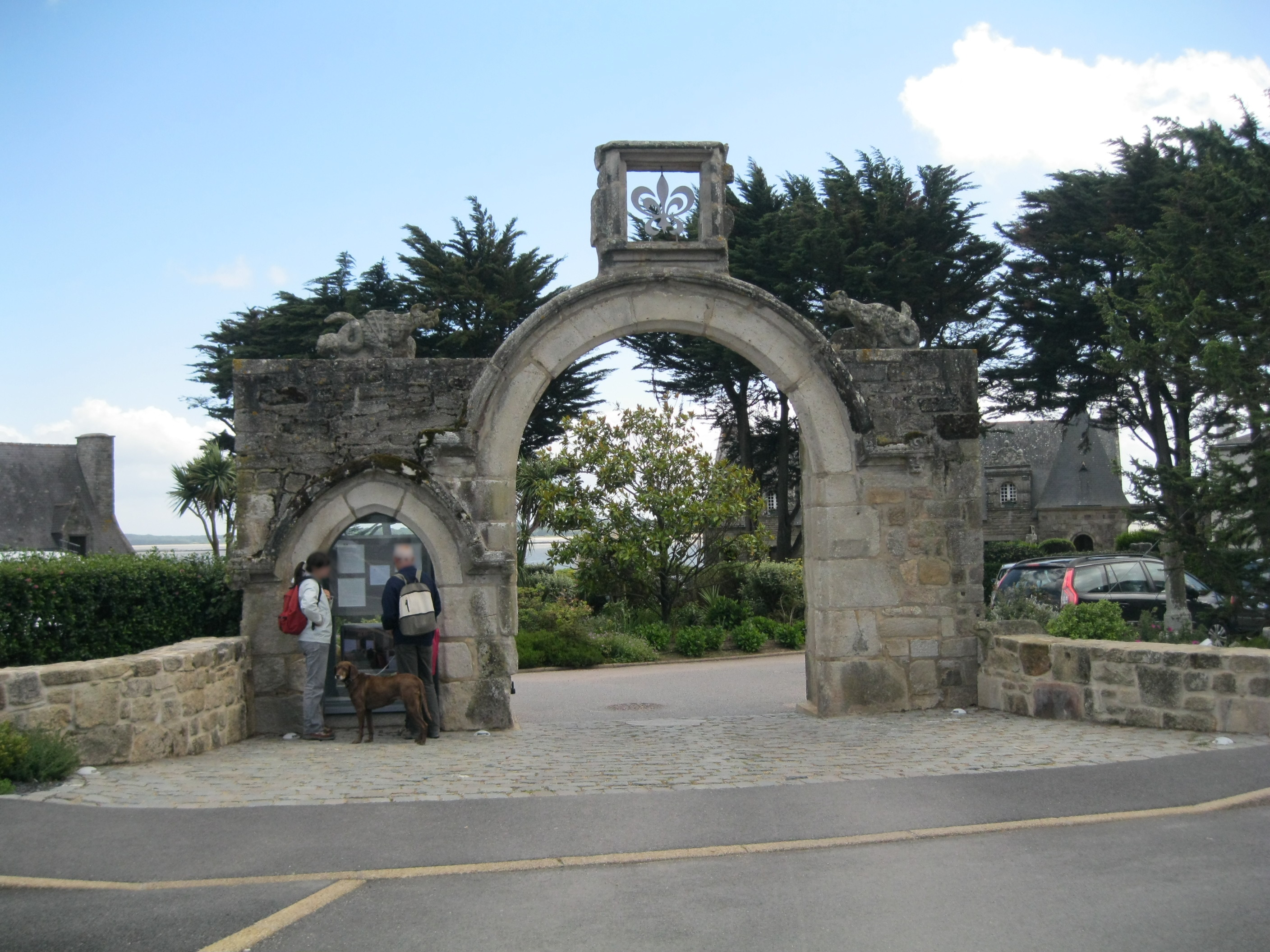
Portail du manoir de Coët By.
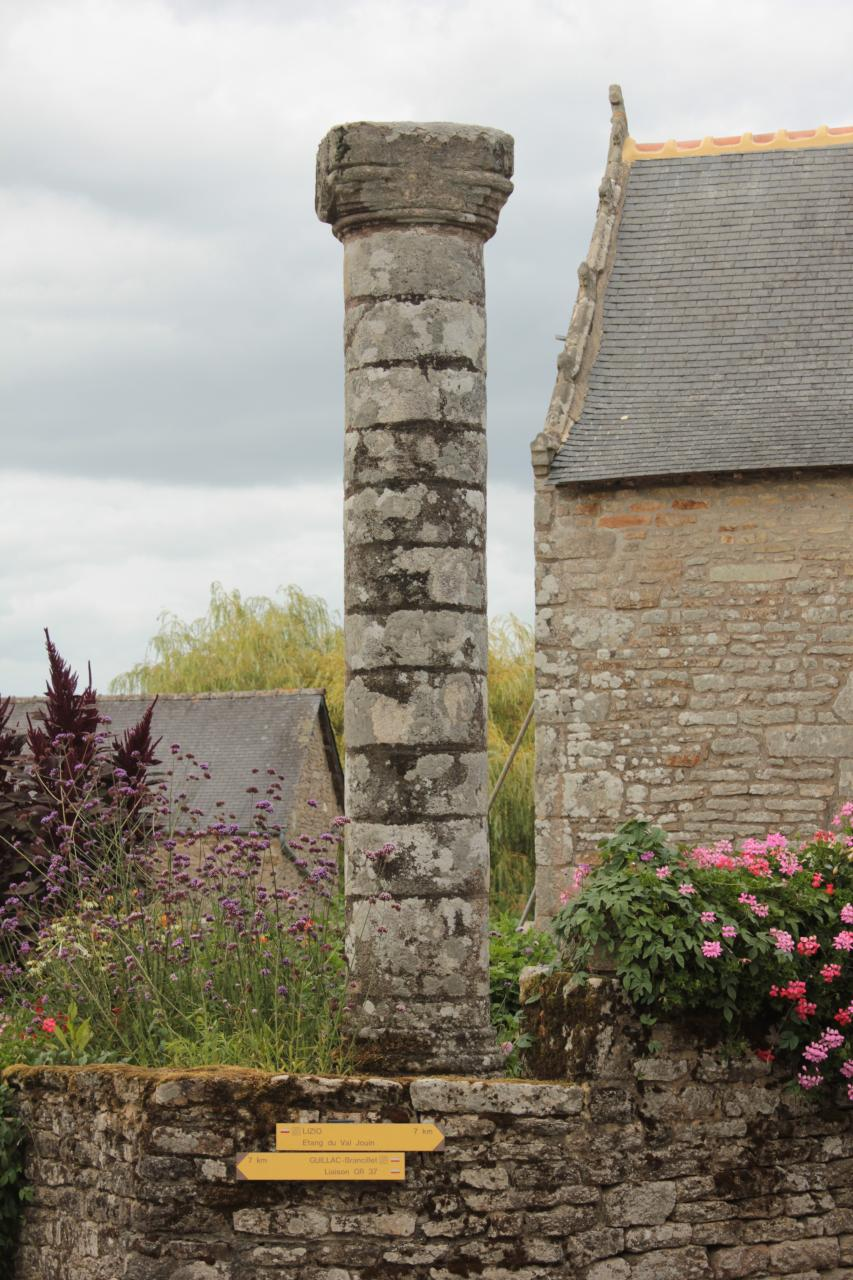
Colonne de justice de Trégranteur.

## Personnalités liées à la commune
- Famille Huchet.
- Roger de La Grandière, arrière-petit-fils de l'amiral-gouverneur de Cochinchine Pierre-Paul de La Grandière qui pacifia l'Indochine et établit le protectorat français sur le Cambodge (1865), né au château de La Grandière à Grez-Neuville en octobre 1916, après avoir rallié la France libre en 1941, fut officier d'État-major du général de Gaulle à Londres en 1943 et rejoignit les SAS (Special Air Service) avant d'être parachuté en Bretagne avec le commandant Bourgoin. Il tomba au champ d'honneur le 20 juin 1944 près de Guégon et fut fait Compagnon de la Libération à titre posthume[48],[49]
- Henri Gillard  est né en 1901 au manoir de Trevenaleuc, il est vicaire à Crédin et Plumelec puis recteur de Tréhorenteuc de 1942 à 1962.
- Yves du Halgouët est maire de Guégon, député et conseiller général du Morbihan.
- Hervé du Halgouët est un officier et historien français, spécialiste de l'histoire de la Bretagne.